# Iglesia de Santiago (Sevilla)

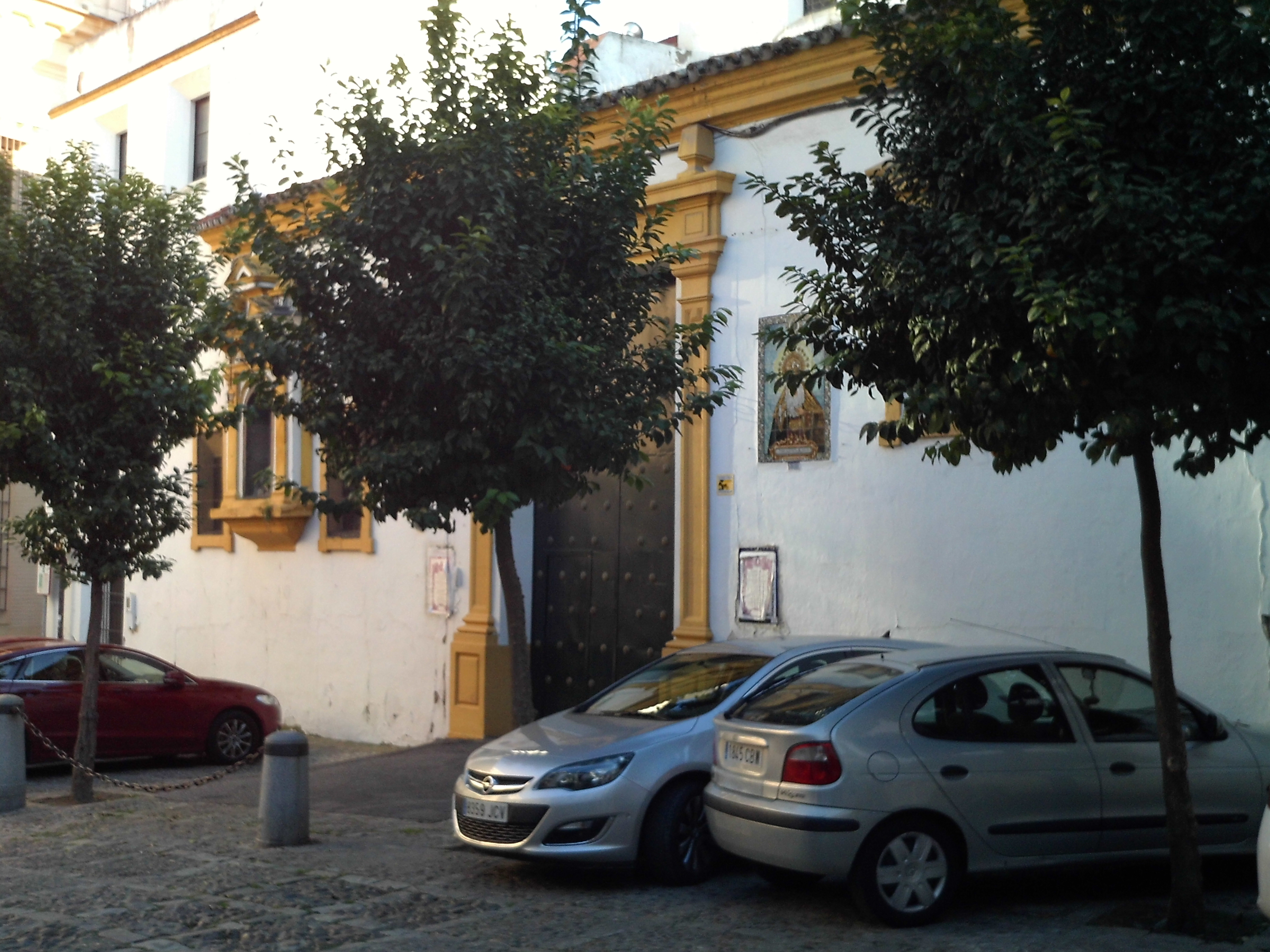
Fachada de la Iglesia de Santiago en la plaza Jesús de la Redención, entre naranjos.

La Iglesia de Santiago el Mayor se encuentra en la plaza Jesús de la Redención, en el barrio de Santa Catalina de Sevilla, Andalucía, España.

## Historia
Iglesia muy modificada a lo largo de su historia, en su origen debió pertenecer al grupo de las iglesias gótico-mudéjares de Sevilla.
Se sabe que ya fue sometida a distintas reformas en el año 1556, siendo ésta de las primeras conocidas, a la que seguirían otra a principios del siglo XVII, otra en 1789 y otra más en 1843 con motivo de haber caído tres bombas sobre ella, y más recientemente una nueva intervención entre los años 1977 y 1980.
A la reforma de comienzos del siglo XVII le debe corresponder el artesonado de base octogonal y lacería con que cubre su capilla mayor, presidido por un retablo que también ha sido objeto de muchas vicisitudes: diseñado por el arquitecto Vermondo Resta en el año 1599, fue ejecutado por Andrés de Ocampo, con reformas posteriores en la segunda mitad del siglo XVIII, cuando se instaló el lienzo de Santiago Matamoros del siglo XVI, obra de Mateo Pérez de Alesio. En una reforma posterior el lienzo fue sustituido por la imagen de la Virgen del Rocío, titular de la Hermandad de la Redención, que desde el año 1960 tiene en esta iglesia su sede canónica.

## Iglesia

### Exterior
La fachada lateral de la epístola, que da a la plaza, aunque modesta, es la fachada principal del templo. La portada es adintelada y se encuentra enmarcada con pilastras donde apoya un entablamento con metopas.
La portada se encuentra flanqueada por dos retablos cerámicos que representan a los titulares de la Hermandad de la Redención, obra de Antonio Martínez Adorna de 1984; existiendo también en este lado un retablo de ánimas en relieve.
Sobre esta fachada se sitúa la espadaña que se compone de tres vanos inferiores y uno superior, está decorada con cerámica, lleva jarrones a los lados y se remata con una cruz de forja.
En la fachada a los pies, a la calle Santiago, existe un retablo cerámico representando la aparición de la Virgen del Pilar al apóstol Santiago el Mayor.

### Interior
La iglesia se encuentra estructurada según tres naves dentro de una planta formada por un cuadrilátero irregular, presentando un notable esviaje en la fachada de los pies.
Conserva el tipo de armaduras de madera en sus cubiertas interiores, característico de las iglesias gótico-mudéjares. La estructura portante interior, no obstante, hoy está formada por unas estilizadas columnas de mármol rojo y sin capitel donde apoyan unos delgados arcos de medio punto.
En la cabecera de la nave de la epístola se encuentra la Capilla Sacramental donde recibe culto la imagen de Nuestro Padre Jesús de la Redención en el Beso de Judas, desde que en 1983 se fusionó su Hermandad con la del Santísimo. Se trata de una capilla de planta cuadrada ornamentada con pinturas al fresco fechadas hacia la mitad del siglo XVIII que evocan a las de Juan de Espinal.